# Höhere Obst- und Gartenbauschule Lednice
Die Höhere Obst- und Gartenbauschule war die erste Lehranstalt des höheren Gartenbau-Wesens in der Habsburgermonarchie.

## Gründung
Seit 1824 gab es in Österreich Überlegungen, die Ausbildung der Führungskräfte in den Gartenbaubetrieben – vor allem der Hofgärtnerei – zu verbessern. Diese ersten Überlegungen wurden aber nicht umgesetzt.
Erst 70 Jahre später nahm das Projekt Gestalt an: Die Österreichische Gartenbau-Gesellschaft übernahm die Schulträgerschaft, die Gemeinde Eisgrub (heute: Lednice) stellte das Grundstück zur Verfügung, Fürst Johann II. von Liechtenstein gewährte eine Hypothek als Anschubfinanzierung und sein Architekt, Carl Weinbrenner, fertigte die Baupläne. Diese waren der Neorenaissance verpflichtet und wiesen einen betont hohen Giebel auf, der mit dem der nahen Grundschule, die im gleichen Jahrzehnt errichtet wurde, korrespondierte.
Erster Direktor wurde Wilhelm Lauche, Hofgartendirektor des Fürsten Johann II. Johann II. von Liechtenstein in dessen Parkanlagen um Eisgrub, Feldsberg (heute: Valtice) und Lundenburg (heute: Břeclav). Heute ist dieser Bereich das UNESCO-Welterbe Kulturlandschaft Lednice-Valtice.
Die Höhere Obst- und Gartenbauschule wurde am 5. Oktober 1895 in Eisgrub eröffnet. Ihre Aufgabe war es, praktische, wissenschaftliche und künstlerische Ausbildung für Führungskräfte des Gartenbaus zu gewährleisten.

## Studium
Voraussetzung für das Studium war der erfolgreiche Abschluss der gymnasialen Unterstufe oder der achtjährigen Bürgerschule sowie eine einjährige Lehrzeit in einer größeren Gärtnerei. Das Schulgeld betrug anfangs 320 Kronen, wobei die Unterbringung im Internat eingeschlossen war. Die Verpflegungskosten wurden durch die Arbeit der Schüler in den fürstlichen Parkanlagen abgegolten. Das Studium dauerte drei Jahre und anfangs wurden Schüler nur alle drei Jahre angenommen.

## Ausbau
Die Nachfrage war aber so groß, dass 1899/1900 ein neues Lehrgebäude, ebenfalls nach einem Entwurf von Weinbrenner, mit einer Kapazität errichtet wurde, die jährlich den Neubeginn mit einer Klasse ermöglichte. Dieses zweite Gebäude beherbergte drei Klassenräume, ein Internat und Labors. Es war im Stil des Manierismus gehalten. Die Kosten dafür (133 200 Kronen) teilten sich das k.k. Ackerbauministerium für Cisleithanien, der Mährische Landtag, die Gemeinde Eisgrub und Fürst Johann II. von Liechtenstein. Zur Schule gehörte ein Garten mit großen Flächen für Zuchtversuche von Zier-, Gemüse- und Obstkulturen. Das erste Schulgebäude wurde mit Mitteln des Fürsten zu einer Frauenklinik umgebaut und ist heute ein Studentenwohnheim.
Eine bedeutende Leistung der Schule war die Gründung der Mendel-Forschungsanstalt (1912). Ein Teil von deren Mitarbeitern ging in die Lehre an die Landwirtschaftliche Hochschule in Brünn, die als Gartenbaufakultät in der 1985 dort gegründeten Mendel-Universität aufgegangen ist.

## Nach 1918
Nach 1918 wurde das tschechische Landwirtschaftsministerium (heute: Ministerstvo pro místní rozvoj) Schulträger der Höheren Obst- und Gartenbauschule in Lednice. Da viele der Lehrkräfte übernommen wurden und Deutsch Unterrichtssprache blieb, wurde die Schule auch weiter von österreichischen Studenten besucht. In Österreich nahm nach einigen Diskussionen über den Standort schließlich Ende 1923 eine eigene Höhere Gartenbauschule – wieder in der Trägerschaft der Österreichischen Gartenbau-Gesellschaft – auf der Hohen Warte in Wien-Döbling den Unterricht auf.

## Absolventen
Die Schule hat durch ihre Absolventen eine europaweite und darüber hinaus gehende Ausstrahlung gehabt. Dazu zählen:
- Anton Tatzer, Garteninspektor in Schönbrunn
- Adolf Vollbracht, Vorsitzender der Österreichischen Gartenbaugesellschaft
- Franz Nothacker, Direktor der Gärten des Pascha Mohammed Teher, Ägypten

Andere Absolventen der Schule wirkten in leitenden Stellungen städtischer Gartenämter, z. B. in Wien, Prag, Brünn und Olmütz. Sie leiteten botanische Gärten in Brünn, Innsbruck, Schloss Nymphenburg (München), Wien oder Helsingfors. Viele gingen auch in die Lehre an Fachschulen und Universitäten in Wien, Berlin, Stuttgart oder Bukarest.